# Tai Jason
Tai Jason Patient, auch als Tai Jason und TAI bekannt, (* 4. Juli 1979 in London) ist ein deutsch-englischer Musikproduzent, welcher vor allem durch Zusammenarbeiten mit dem Berliner Label Aggro Berlin und dem Hamburger Label Deluxe Records bekannt wurde.

## Werdegang
Tai Jason wurde 1979 in London geboren, verbrachte allerdings den Großteil seiner Kindheit in München, zeitweise auch auf der thailändischen Insel Ko Samui. 1998 trat er erstmals als Produzent in Erscheinung, allerdings wurde er der breiten Masse erst wesentlich später bekannt. 1999 absolvierte Tai Jason sein Abitur und arbeitete als Interviewer für die Juice. Dabei führte er unter anderem mit Mystikal, Trick Daddy und Nelly Gespräche. Heute lebt er in München und arbeitet als Produzent bei dem Münchener Label Great Stuff. Einen Großteil seiner heutigen Bekanntheit erreichte der Hip-Hop-Produzent durch die Produktion diverser Singles von Aggro Berlin. Jason zeichnet sich unter anderem für die Produktion des B-Tight Songs Ich bins und der Single Straßenjunge von Sido aus. 2005 bekam Tai Jason für seine Arbeit an dem Sampler Aggro Ansage Nr. 5 seine erste Goldene Schallplatte. Im Jahr 2006 folgte seine Zweite, welche Jason für das Sido Album Ich erhielt. 2007 produzierte Jason einen Großteil des B-Tight Albums Neger Neger, sowie einen Remix für die Single zum Song Hot Summer der Girlgroup Monrose.
Mittlerweile betätigt er sich unter dem Namen TAI auch erfolgreich als House DJ und Produzent, unter anderem für das Label BOYS NOIZE RECORDS.

## Musikalischer Stil
Tai Jason zeichnet sich vor allem durch einen an der amerikanischen Musikrichtung Crunk orientierten Produktion von Beats aus. Er gilt dadurch als einer der ersten Produzenten für deutschen Crunk. Neben seiner Tätigkeit als Hip-Hop-Produzent ist Tai Jason auch als Rapper aktiv und veröffentlichte 2002 ein Rap-Album.

## Produktionen (Auswahl)
- 2005: New Kids on the Block auf Juice Vol. 55
- 2005: Willkommen in Berlin auf Neue Deutsche Welle von Fler
- 2005: Steh wieder auf Remix auf Steh wieder auf (Single) von Deine Lieblings Rapper
- 2005: Blinded auf So Deluxe, So Glorious von Samy Deluxe
- 2005: Comeback auf Zurück wie verdautes Essen von Illo
- 2005: A.G.G.R.O Remix auf Nach eigenen Regeln (Single) von Fler
- 2005: Aggro Berlin Zeit, Aggro Anklage Nr. 5, Keine Angst, Blockrandale und Das ist Krieg auf Aggro Ansage Nr. 5 (Sampler) von Aggro Berlin
- 2006: A.G.G.R.O Gee auf Trendsetter von Fler
- 2006: Cüs Junge (Remix) auf Çüs Junge (Single) von Fler
- 2006: X-Tasy, Aggro Gesicht, Fickparade Part 2 und Bitches auf X-Tasy (EP) von B-Tight
- 2006: Strassenjunge, Ich kiff nicht mehr, 1000 Fragen auf Ich von Sido
- 2006: Wir haben noch Zeit & Get Ya Paper auf Ich Premium Edition von Sido
- 2006: Intro & Cap Song auf Deluxe von Kopf bis Fuß von Samy Deluxe
- 2007: Ein Teil von mir Remix auf Ein Teil von mir (Single) von Sido
- 2007: Ich Bins & B! is Trumpf auf Ich Bins (Single) von B-Tight
- 2007: Sureshot auf Eine Hand wäscht die andere von Sido
- 2007: Meine Hood auf Sektenmuzik Sampler 1 (Die Sekte)
- 2007: Ich bins, Fick dich, Was soll ich machen, Bobby Dick, Pump mich, Sex & Gewalt Skit, Szenario und 10 kleine Negerlein auf Neger Neger von B-Tight
- 2007: Alles ändert sich, Bis ins Grab & Alles Votzen auf Neger Neger – Premium Edition von B-Tight
- 2007: Hip-Hop Shok auf Hustler von MOK
- 2007: Schlechtes Vorbild (Remix) & Schlechtes Vorbild (Elektro Remix) auf Schlechtes Vorbild (Maxi) von Sido
- 2007: Intro, Fick was du denkst & Ewigkeit auf Wie baut man eine Bombe? von Ali A$
- 2007: Männer, Beste Muzik & Der Coolste (Remix) auf Der Coolste (Maxi) von B-Tight
- 2007: Geld essen, Hahnenkampf, Ellenbogengesellschaft (Pogen) und Seekuh auf Hahnenkampf von K.I.Z
- 2007: DLX von Ali A$ auf Juice Vol. 75
- 2007: Komm Rein & Totalschaden (Remix) auf Totalschaden (Maxi) von Tony D
- 2007: Intro, Tot so gut, Mörderrap, Haus der harten Männer, Hurensohnbaby, Komm Rein, Meistgesucht und T.M.R.B.C. auf Totalschaden von Tony D
- 2007: Atzen Biz auf Psychose von Grüne Medizin
- 2007: Spasst (Remix) auf Spasst (Single) von K.I.Z
- 2007: Brandmal auf R'nBesk in deinen Straßen (Album) von Muhabbet
- 2007: Bleib mit mir stehn auf Schau Hin (Single) von Muhabbet
- 2008: Deutscha Badboy Remix auf Deutscha Badboy (Single) von Fler
- 2008: Warum bist du so Remix auf Warum bist du so (Napster-Version) von Fler
- 2008: Der Countdown läuft auf Der Countdown läuft von Ali As
- 2008: Wir Machen Kaputt, Mach Den Weg Frei und Hier auf Bombe von Ali As
- 2008: Sie will mich Remix auf Sie will mich (Single) von B-Tight
- 2008: Voll OK, Wir sind hart und Kingmässig auf Goldständer von B-Tight
- 2008: Es sind die Drogen, Könnte ich, Schattenseiten, Ghettostar, Ich bin es Leid, Erste Liebe und Weine nicht auf Goldständer Premium Edition von B-Tight
- 2008: Undissbar auf Aggro Anti Ansage Nr. 8 von Aggro Berlin
- 2008: Dostuchatsja do nebes und Kak v pervyj raz auf Dostuchatsja do nebes(LP) von ST1M (Russland)
- 2009: Rauher Wind, Selbstjustiz, So alt und Halbstark Remix auf Sexismus gegen Rechts von K.I.Z
- 2009: Hood Herculas auf Großkaliber von Grosses K
- 2011: Poppstar auf Original Ghettoblaster von Corus 86
- 2011: Supa Dupa, Attacke und Jump and run auf Party Chaos von Frauenarzt & Manny Marc
- 2011: Film „Homies“ mit Jimmy Blue Ochsenknecht
- 2011: Küss mir den Schwanz, Heiraten, In seiner Mutter und Mr. Sonderbar auf Urlaub fürs Gehirn von K.I.Z
- 2012: HHH 100 Bars auf 1000 Bars von Ali As & Pretty Mo
- 2012: Loose Yourself
- 2012: Ich will mein Berlin zurück auf #Beste Itunes Version von Sido
- 2014: Bleib in der Schule, Sexualethisch desorientiert, Poo-Tang Clan, Falsche Band, Forgot about Tai, Koks auf Hawaii, Russisch Tourette, und Raus aus meiner Kneipe auf Crackstreet Boys 3 von Trailerpark
- 2016: 500 auf Der Holland Job von Coup
- 2017: Armut treibt Jugendliche in die Popmusik, Endlich normale Leute und acht weitere auf TP4L von Trailerpark
- 2018: Versager auf Ihr braucht mich von Sudden